# بیشه‌زارهای کالیفرنیا

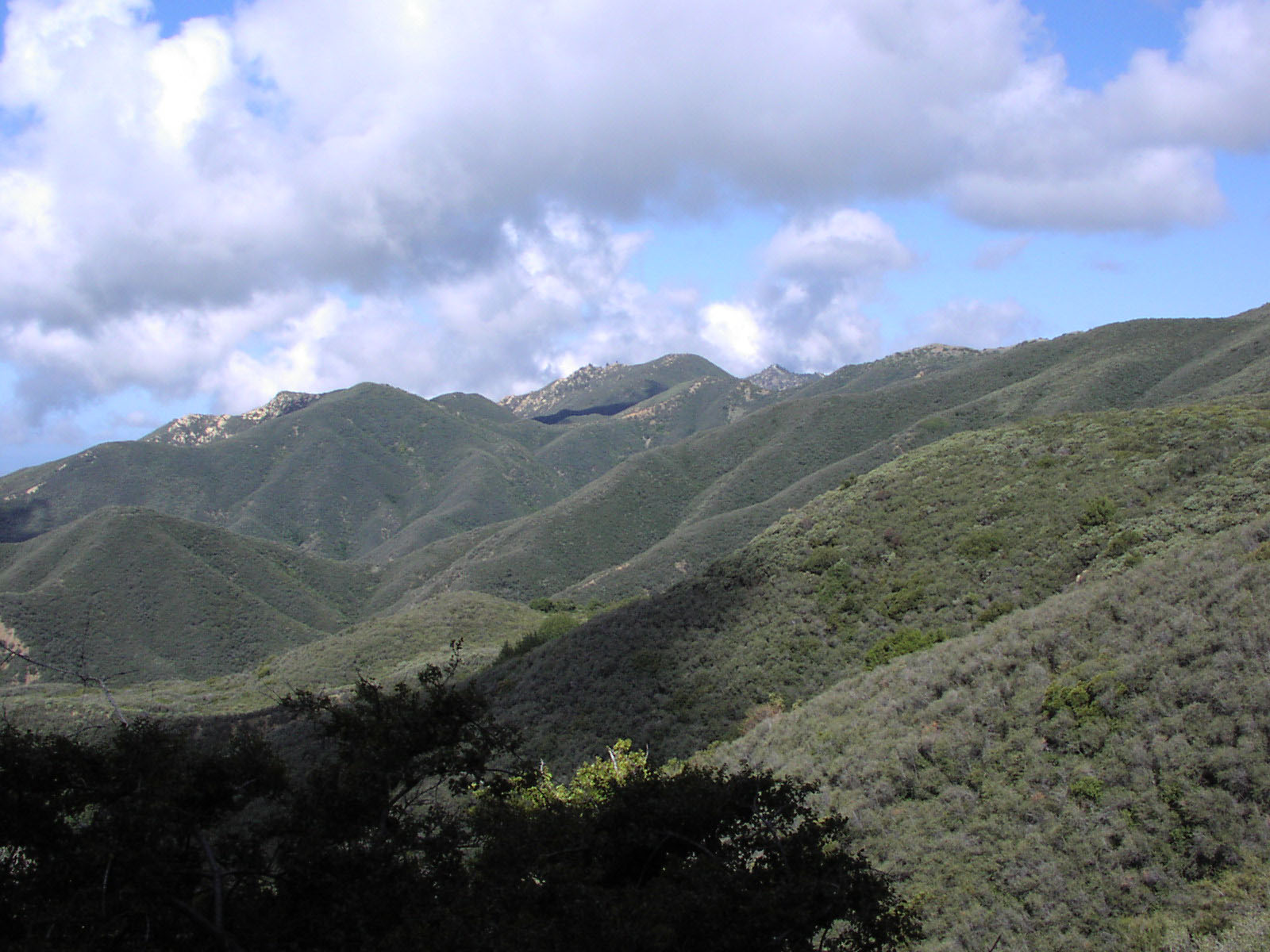
بیشه‌زارهای کوه‌های سانتا اینز نزدیک سانتا باربارای کالیفرنیا.

بیشه‌زارهای کالیفرنیا که به نام چاپارل نیز شهرت دارند، در جنوب ایالت کالیفرنیای ایالات متحده آمریکا یافت می‌شوند، جاییکه آبگیرها و فلاتها در طی تابستان، خشک و داغ و در زمستان معتدل و مرطوب هستند. میزان باران سالانه در اینجا بین ۲۵ تا ۵۰ سانتیمتر (۱۰ تا ۲۰ اینچ) است و در طی تابستانهای خشک آتش‌سوزی تهدیدی همیشگی است، با این وجود بعضی گیاهان چاپارل به آتش نیاز دارند تا جوانه زدن دانه‌های خود را جلو بیندازند. حیوانات چاپارل شامل بلدرچین، موش خرمای زمینی و همچنین چندین نوع حیوان شکاری مانند روباه‌ها است.